# Walhorn
Walhorn est une section de la commune belge de Lontzen située en Communauté germanophone et en Région wallonne dans la province de Liège. C'était une commune à part entière avant la fusion des communes de 1977.
La première citation du lieu-dit « Harna » qui était une cour royale, se trouve dans une bulle de Lothaire II datant de l'année 888 dans les archives du couvent Sainte-Marie à Aix-la-Chapelle. Le « Ban de Walhorn » (Seigneurie) était partie du Duché de Limbourg et avait du XIIe siècle à 1815 le pouvoir juridique de la région. Quelques demeures seigneuriales dans la banlieue témoignent ce passé.
Actuellement Walhorn est connu par sa laiterie et son beurre. L'autoroute E40 et la nouvelle voie (LGV 3) du Thalys (TGV) traversent le village. 
Le Lontzenerbach arrose la localité ainsi que le hameau d'Astenet.

## Évolution démographique
- Sources : INS, Rem. : 1930 jusqu'en 1970 = recensements, 1976 = nombre d'habitants au 31 décembre.